# Susy Leiva
Susy Leiva (* 31. August 1933 in Mendoza, Argentinien; † 4. Oktober 1966 in Santa Fe de la Vera Cruz, Argentinien) war eine beliebte Tangosängerin und Schauspielerin. Sie war eine der bevorzugten Sängerinnen des Komponisten Mariano Mores. Die Aufnahme des Tangos „Frente al mar“ von Mores bescherte Leiva den Durchbruch. Mit ihrer kurzen und jungen Karriere gilt sie als eine der erfolgreichsten weiblichen Tangostimme der 60er-Jahre.
Leiva war in verschiedenen Filmen zu sehen. Sie unternahm zudem zahlreiche Tourneen in Südamerika. Während einer Tournee starb sie im Alter von 33 Jahren bei einem Autounfall.

## Filme
- 1964: Buenas noches, Buenos Aires
- 1966: Ritmo, amor y juventud
- 1966: Dos quijotes sobre ruedas